# Munition au phosphore blanc

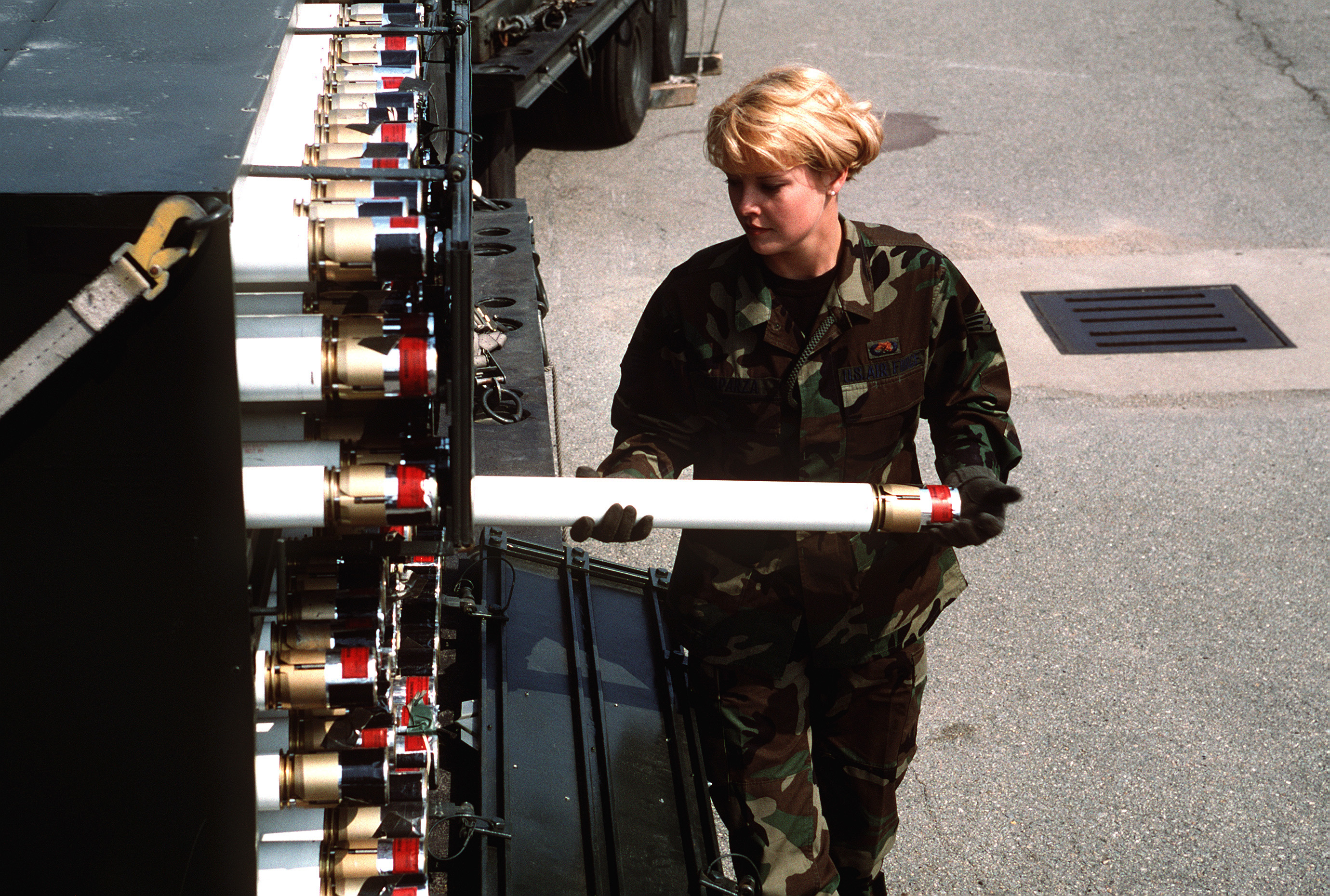
Des roquettes Hydra-70 au phosphore en 1996.

Les munitions au phosphore blanc sont des armes qui utilisent l'un des allotropes courants de l'élément chimique phosphore : le phosphore blanc. 
Parfois apporté sur les plages à partir de containers ou de munitions immergées dégradées, sa couleur jaune translucide peut le faire confondre avec des morceaux d'ambre. Il ne doit pas être touché car source de graves brûlures (de même pour le phosphore rouge).

## Utilisation

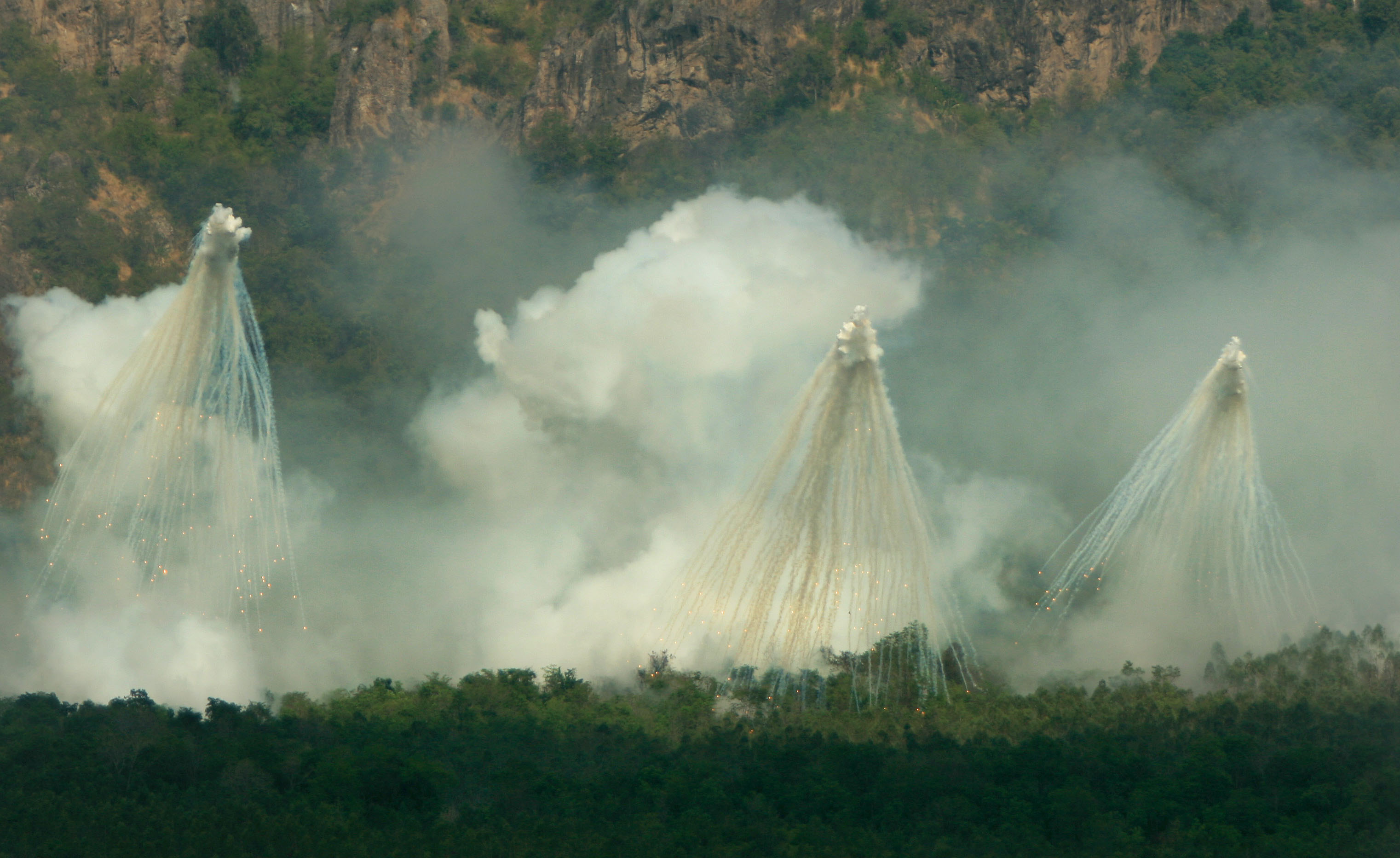
Rideau de fumée créé par des roquettes au phosphore blanc lors d'un exercice en Thaïlande en 2010.

Le phosphore blanc est utilisé dans l’agrochimie (fabrication d’engrais phosphorés ou d’insecticides dits « organophosphorés »,,.
On le retrouve dans certains feux d'artifice.
Il est aussi utilisé par les armées dans les munitions destinées à produire de la fumée, éclairer et incendier (munitions incendiaires). Il est aussi généralement l’élément brûlant des munitions traçantes.[réf. nécessaire]
D'autres noms communs incluent « WP » et le terme d'argot « Willie Pete » ou « Willie Peter » dérivé de William Peter, l'alphabet phonétique de la Seconde Guerre mondiale pour WP, qui est encore parfois utilisé dans le jargon militaire. 
Le phosphore blanc est pyrophorique (s’enflamme au contact de l’air), brûle très fort et peut enflammer les tissus, le carburant, les munitions et d’autres combustibles.
En plus de ses capacités offensives, le phosphore blanc est un agent de fumée extrêmement efficace qui réagit avec l'air pour produire immédiatement une couche de vapeur de pentoxyde de phosphore. Les munitions au phosphore blanc génératrices de fumée sont très courantes, en particulier comme grenades à fumée pour l'infanterie, chargées dans des lance-grenades défensifs sur des chars et d'autres véhicules blindés, et dans le cadre du lot de munitions destinées à l'artillerie ou aux mortiers. Ils créent des écrans de fumée pour masquer le mouvement, la position, les signatures infrarouges ou les positions de tir des forces amies. Ils sont souvent décrits comme des obus fumigènes/marqueurs en raison de leur fonction secondaire consistant à marquer des points d'intérêt, comme l'utilisation d'un mortier léger pour désigner une zone cible pour les observateurs d'artillerie.
Le phosphore rouge est également utilisé pour cette utilisation ; le rideau de fumée d'un obus de mortier de 81 mm tient environ deux minutes.

## Dangerosité
En 2022, la dose létale précise du phosphore blanc est encore inconnue (comprise entre 50 et 100 mg).
Ce produit présente au moins quatre facteurs de dangerosité.

### Brûlure thermique
Ayant la consistance d'une cire à température ambiante, le phosphore blanc s’auto-enflamme au dessus de 30 °C et en présence d’oxygène. Sa combustion est très exothermique (jusqu'à 1 300 °C) et source de flammes et à des fumées denses et jaunes ; et il continuera à brûler tant qu'il reste de l'oxygène et des restes de phosphore.

### Brûlure chimique
En se combinant avec l’oxygène de l'air, le phosphore blanc produit deux pentoxydes de phosphore (P2O3 et P2O5). Au contact de l'eau (ou de l'humidité de la blessure), ils s'hydrolysent en acide phosphorique, hautement corrosif et donc source d'une aggravation de la plaie par brûlure chimique.
Le phosphore blanc, parce qu'il est hautement lipophile pénètre en outre rapidement et profondément dans la chair (et s'y fixe en saponifiant les graisses, en continuant à détruire les cellules qu'il touche au fur et à mesure qu'il entre en contact avec de l'oxygène. 

Les pansements gras sont à proscrire car le phosphore est liposoluble.

### Brûlure extensive
Selon une revue de la littérature récente (2022), le phosphore blanc cause de graves brûlures, profondes, extrêmement douloureuses et ayant la caractéristique d'être « extensives » (c'est-à-dire qui s'autoentretiennent si la plaie n'est pas immédiatement et abondamment lavée à l’eau stérile ou idéalement au sérum physiologique et très vite débarrassée des restes de particules de phosphore blanc). 

### Toxicité systémique
Le phosphore (y compris gazeux, dans les fumées de combustion), aisément absorbé par la peau (sébum, cheveux…) et les poumons, est en outre responsable d’une toxicité systémique, possible même à partir d'une petite brûlure.
Cette toxicité générale est notamment médiée par une hypocalcémie, source possible de troubles du rythme cardiaque parfois assez graves pour induire une mort subite. Le phosphore est aussi et notamment source de nécroses hépatique et rénale.
Cette toxicité se manifeste en 3 étapes :
1. lors des 8 premières heures : problèmes oculaires parfois très sévères(blépharospasme, photophobie et/ou larmoiements) ; problèmes digestifs se traduisant par des douleurs abdominales, nausées, vomissements et/ou diarrhées (parfois à odeur d’ail) et phosphorescents dans le noir[3] ;
2. de la 8e heure au 3e jour : régression temporaire des symptômes dans 50 % des cas, faussement rassurante car les symptômes réapparaissent ensuite avec parfois une ou des défaillance(s) d’organe(s), pouvant éventuellement induire un coma, un choc cardiogénique, une insuffisance rénale, des hémorragies graves, etc. [3] ;
3. entre le 4e et 8e jour : défaillance multiviscérale, éventuellement mortelle, impliquant une surveillance clinique et biologique rapprochée durant une dizaine de jours[3].

## Soins
La blessure était autrefois chirurgicalement réparée sous de l'eau javellisée, ce qui est impossible quand il s'agit des poumons. 
La physiopathologie des brûlures au phosphore étant très particulière, source de complications spécifiques, elle impose une prise en charge également particulière. Après lavage et décontamination soigneuse de la plaie et des brûlures (les particules de phosphores en surface de la peau, de vêtement ou d'une blessures sont visibles sous lumière ultraviolette), un ou plusieurs parages de la plaie sont suivis de la couverture des pertes de substance qui ont été brûlées ou rongées par l'acide phosphorique (chirurgie plastique et réparatrice).

## Histoire
On pense que le phosphore blanc a été utilisé pour la première fois par des incendiaires fenians (nationalistes irlandais) au 19e siècle, sous la forme d'une solution de disulfure de carbone. Lorsque le sulfure de carbone s'est évaporé, le phosphore s'est enflammé. Ce mélange était connu sous le nom de « feu de Fenian ».
En 1916, au cours d'une lutte acharnée autour de la conscription pour la Première Guerre mondiale, douze membres de l'IWW (Industrial Workers of the World), opposés à la conscription, ont été arrêtés à Sydney, en Australie, et condamnés pour avoir utilisé ou comploté d'utiliser du matériel incendiaire, notamment : phosphore. On pense que huit ou neuf hommes de ce groupe, connu sous le nom de Sydney Twelve, ont été arrêtés par la police. La plupart ont été relâchés en 1920 après une enquête.

## Première Guerre mondiale, l'entre-deux-guerres et la Seconde Guerre mondiale
L'artillerie française pendant la Première Guerre mondiale dispose à partir de 1915 pour le canon de 75 mm modèle 1897 des nouveaux obus spéciaux baptisés no 2 et no 3 mis au point sur la base de l'obus de 75 explosif. L'obus spécial no 2 est un obus incendiaire-suffocant composé de phosphore et de sulfure de carbone, l'obus spécial no 3 est un obus incendiaire-fumigène chargé uniquement de phosphore.

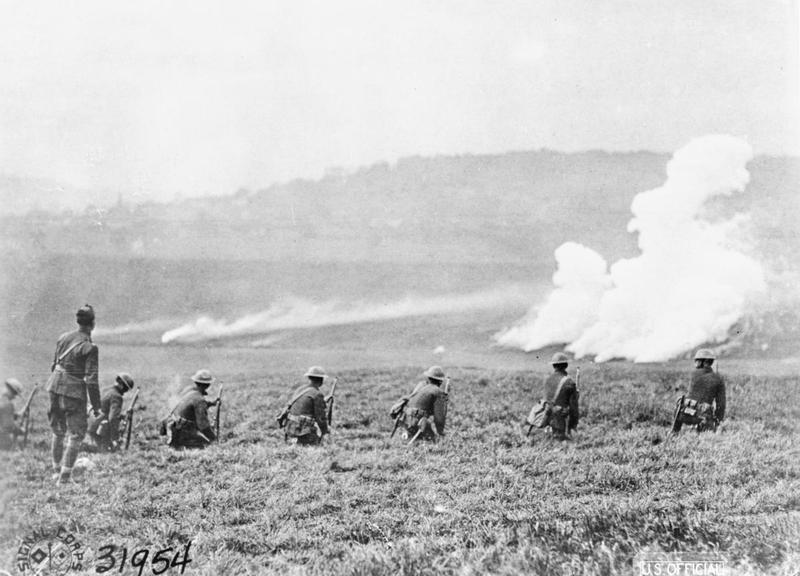
Tirs de munitions au phosphore par le American Expeditionary Force dans le village de Le Neufour sur le Front de l'Ouest le 26 octobre 1918.

À la fin de 1916, les forces armées britanniques introduisit les premières grenades à main au phosphore blanc fabriquées en usine. Pendant la Première Guerre mondiale, les États-Unis, le Commonwealth et, dans une moindre mesure, l'empire du Japon, utilisèrent des obus à mortier au phosphore blanc, des obus, des roquettes et des grenades, à la fois de production de fumée et de rôle antipersonnel.
L'armée britannique a également utilisé des bombes au phosphore blanc contre des villageois kurdes et Al-Habbaniyah dans la province d'Al-Anbar pendant la Grande Révolution irakienne de 1920.
Dans l'entre-deux-guerres, l'armée américaine s'est entraînée au phosphore blanc, au tir d'obus d'artillerie et au bombardement aérien.

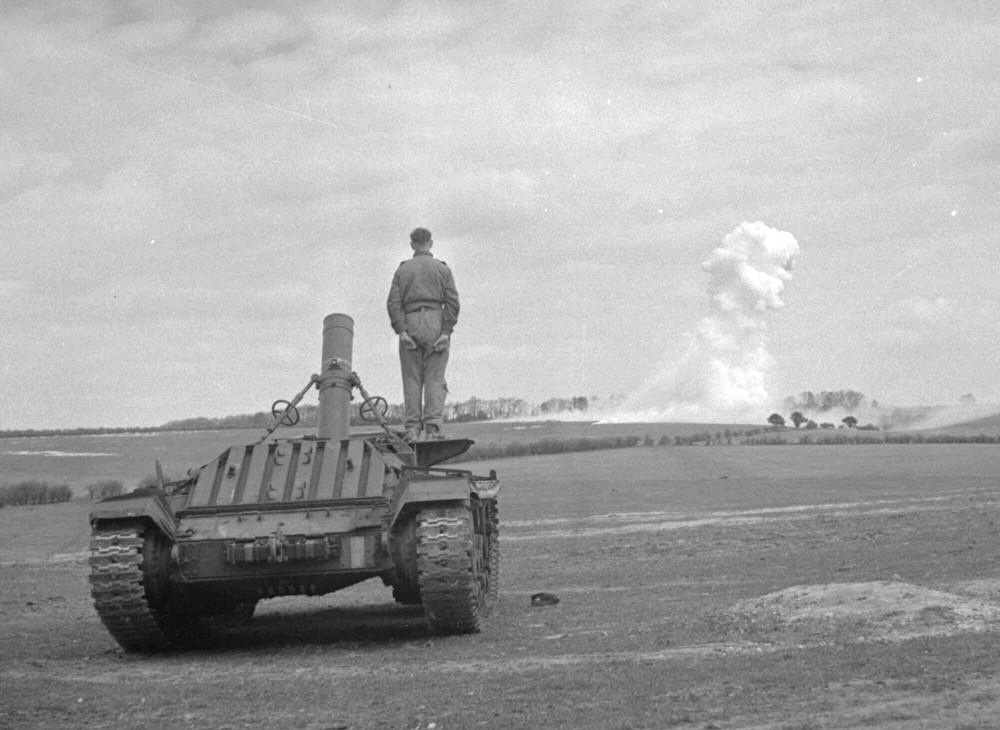
Mortier incendiaire monté sur un châssis de char Valentine, tirant des obus au phosphore durant des essais à Barton Stacey, 20 avril 1944.
C'est un Valentine à tourelle remplacée par un mortier lourd destiné à projeter des obus incendiaires de 25 livres (11.3 kg) de TNT pour démolir les fortifications. Le Petroleum Warfare Dept procéda seulement à des essais, de 1943 à 1945. La portée maximale était de 1,8 km, mais la portée efficace ne dépassait pas 360 m.

En 1940, lorsque l'invasion des îles britanniques semblait imminente, la société de phosphore Albright et Wilson suggère au gouvernement britannique d'utiliser un matériau similaire au feu Fenian dans plusieurs armes incendiaires appropriées. L'une d'elles est la grenade incendiaire spéciale incendiaire no 76, qui consistait en une bouteille en verre remplie d'un mélange semblable au feu Fenian, ainsi que du latex. Elle est proposée en deux versions, l’une avec un capuchon rouge destiné à être lancé à la main et une bouteille légèrement plus résistante avec un capuchon vert, destinée au Northover Projector (un lanceur brut de 2,5 pouces utilisant de la poudre noire comme agent propulseur). C'étaient des armes anti-chars improvisées, déployées à la hâte en 1940 par le Petroleum Warfare Department, alors que les Britanniques attendaient l'invasion allemande après avoir perdu l'essentiel de leurs armes modernes lors de l'évacuation de Dunkerque.
Au début de la bataille de Normandie, 20 % des munitions de mortier américaines de 81 mm étaient constituées d'obus de fumée M57 utilisant un agent de remplissage au phosphore blanc. Au moins cinq citations de la Medal of Honor américaine mentionnent que leurs destinataires ont utilisé des grenades au phosphore blanc M15 pour dégager les positions ennemies. Lors de libération de Cherbourg en 1944, un bataillon de mortiers américain, le 87e, a tiré 11 899 obus de phosphore blanc dans la ville. L’armée américaine et les Marines ont utilisé des obus M2 et M328 WP dans des mortiers de 107 mm (4,2 pouces). Le phosphore blanc était largement utilisé par les soldats alliés pour mettre fin aux attaques allemandes et semer le chaos parmi les concentrations de troupes ennemies au cours de la dernière partie de la guerre.
Les chars Sherman portaient le M64, un obus au phosphore blanc de 75 mm destiné au blindage et à la détection d’artillerie, mais les équipages de chars trouvèrent utile contre des chars allemands, tels que le Panther, que leurs munitions APC ne puissent pas pénétrer à grande distance. La fumée des obus tirés directement sur les chars allemands serait utilisée pour les aveugler, permettant ainsi aux Sherman de se rapprocher d'un champ de tir où leurs obus perforants seraient efficaces. De plus, en raison des systèmes de ventilation de la tourelle aspirant les émanations, les équipages allemands étaient parfois obligés d'abandonner leur véhicule : cela s'avérait particulièrement efficace contre les équipages inexpérimentés qui, voyant la fumée à l'intérieur de la tourelle, présumaient que leur char avait pris feu. 
La fumée était également utilisée pour « profiler » les véhicules ennemis, les obus étant tombés derrière pour obtenir un meilleur contraste pour les armes à feu.

## Utilisations ultérieures
Le phosphore blanc est courant dans les arsenaux militaires.

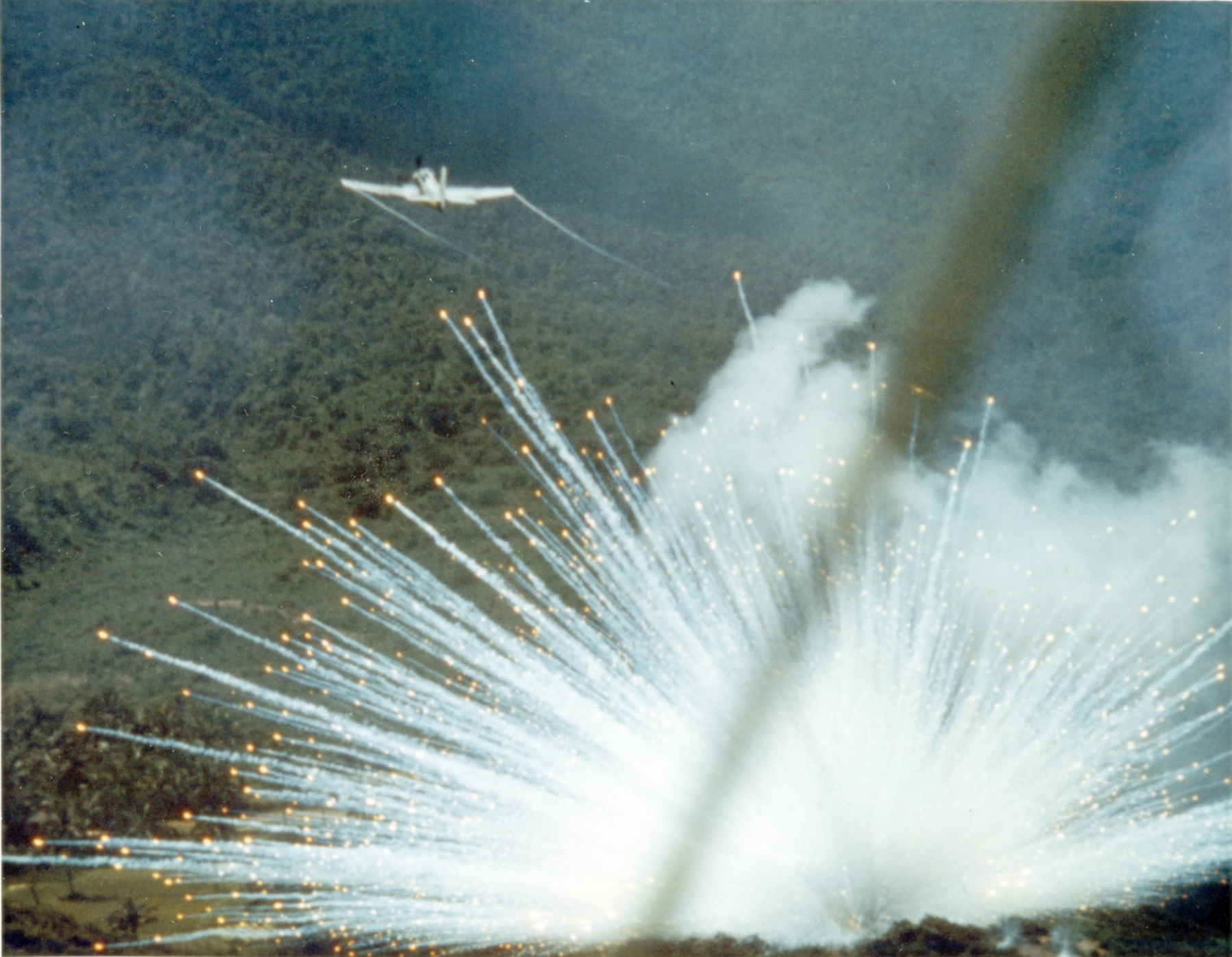
Explosion d'une bombe au phosphore AN-M47 d'une quarantaine de kg largué par un Douglas AD Skyraider en 1966 au Sud Viêt Nam.

Les munitions au phosphore blanc ont été largement utilisées en Corée, au Vietnam, en Palestine, durant la première guerre d'Afghanistan et, plus tard, par les forces russes dans les deux Guerres en Tchétchénie.
Les grenades au phosphore blanc ont été utilisées au Vietnam pour détruire les complexes de tunnels du Viet Cong, car elles allaient brûler tout l'oxygène et étouffer les soldats ennemis se réfugiant à l'intérieur. Les soldats britanniques ont également beaucoup utilisé des grenades au phosphore pendant le conflit des Malouines pour détruire les positions argentines, car le sol tourbeux sur lequel ils étaient construits tendait à atténuer l'impact des grenades à fragmentation. 
Selon GlobalSecurity.org, lors de la bataille de décembre 1994 contre Grozny en Tchétchénie, entre un quart et un cinquième des obus d'artillerie ou de mortier russe tirés était des obus fumigènes ou de phosphore blanc. 
Il aurait été utilisé au Sud-Liban en 2006 et dans la bande de Gaza en 2009. 
Durant la seconde guerre d'Afghanistan, en mai 2009, on fait état de quarante-quatre cas d'utilisation ou de possession de phosphore blanc par les talibans : onze cas de tirs d'obus au phosphore blanc, huit incidents concernent du phosphore retrouvé sur des bombes artisanales. Dans les 25 autres cas, le combustible a été retrouvé inutilisé, souvent dans des caches d'armes.
En 2020, les seuls obus de 155 mm de l’artillerie de armée de terre française utilisant du phosphore sont deux types obus fumigènes. Le modèle F1A peut être tiré depuis un AMX AuF1 et camion équipé d’un système d’artillerie (CAESAR) et le F2A réservé au CAESAR.

### Utilisation en Irak
En avril 2004, lors de la première bataille de Falloujah, Darrin Mortenson du North County Times, en Californie, signalait que le phosphore blanc était utilisé comme une arme incendiaire. Mortenson a décrit une équipe de mortiers de la marine utilisant un mélange de phosphore blanc et d'explosifs puissants pour pilonner un groupe de bâtiments où des insurgés avaient été repérés tout au long de la semaine. En novembre 2004, lors de la deuxième bataille de Fallujah, les journalistes du Washington Post incorporés à la Task Force 2-2, l'équipe de combat régimentaire 7, ont déclaré avoir été témoins de tirs d'artillerie par des projectiles WP.
Le 15 novembre 2005, le lieutenant-colonel Barry Venable, porte-parole du département de la Défense américain, a confirmé à la BBC que le phosphore blanc avait été utilisé comme arme incendiaire anti-personnel à Fallujah. Venable a déclaré : « Lorsque vos forces ennemies sont dans des positions couvertes sur lesquelles vos obus d'artillerie à haute explosion n'ont aucun impact et que vous souhaitez les faire sortir de ces positions, une technique consiste à tirer un obus de phosphore blanc dans la position. Les effets combinés du feu et de la fumée — et dans certains cas de la terreur provoquée par l'explosion au sol — les chasseront des trous pour vous permettre de les tuer avec des explosifs puissants. »
Le 22 novembre 2005, le gouvernement irakien a annoncé qu'il enquêterait sur l'utilisation du phosphore blanc dans la bataille de Falloujah. Le 30 novembre 2005, le général Peter Pace a déclaré que les munitions au phosphore blanc étaient un « outil légitime de l'armée » utilisé pour illuminer des cibles et créer des écrans de fumée, affirmant que « ce n'est pas une arme chimique, c'est une arme incendiaire. droit de la guerre d'utiliser ces armes au fur et à mesure de leur utilisation, de les marquer et de les filtrer ».

### Dans le conflit Azerbaïdjan/Arménie
Plus récemment, en 2020 lors du conflit armé opposant l’Arménie et l’Azerbaïdjan, des blessés de guerre arméniens ont présenté des brûlures causées par du phosphore